# Klarabella
Klarabella är en seriefigur i Walt Disneys Ankeborg. Hon är en ko och flickvän till Klasse, och de är i vissa serier förlovade.
Klarabella dök för första gången upp på film i Musse Piggs luftfärd 1929 och gjorde debut i dagstidningsserien av Musse Pigg två år senare.
Som figur är hon handlingskraftig med en stark vilja och ett ibland häftigt humör – i värsta fall tar hon till brödkaveln. Hennes förmåga att prata bredvid mun och skvallra har givit henne många problem genom åren.
Klarabellas bästa väninna heter Mimmi Pigg.

## Kort- och långfilmer där Klarabella medverkar
1. 1928 - Musse Piggs luftfärd
2. 1929 - Musse Pigg på vischan
3. 1929 - Musse Pigg-expressen
4. 1929 - Musse Pigg på Gröna Lund
5. 1930 - Musse Pigg bland muntra musikanter
6. 1930 - Musse Pigg på midsommarvaka
7. 1930 - Musse Pigg i Sing-Sing
8. 1930 - Musse Pigg bland indianer
9. 1931 - Musse Piggs födelsedag
10. 1931 - Mother Goose Melodies
11. 1931 - Musse Pigg som dirigent
12. 1931 - Musse Pigg som hallåman
13. 1931 - Musse Pigg på badort
14. 1932 - Musse Pigg och hans galna hund
15. 1932 - Barnyard Olympics
16. 1932 - Mickey's Revue
17. 1932 - Musse Piggs mardröm
18. 1932 - Håll takten, spelemän
19. 1932 - Matchens målskytt
20. 1932 - Parade of the Award Nominees
21. 1933 - Ett resande teatersällskap
22. 1933 - Bålde riddersmän
23. 1933 - Musse Piggs galapremiär
24. 1934 - Upp till camping
25. 1934 - Kalle Anka som skådespelare
26. 1935 - Muntra musikanter
27. 1935 - Musse Pigg på skridskor
28. 1935 - Musse Piggs brandkår
29. 1936 - Musse Piggs opera
30. 1936 - Polomatchen
31. 1937 - Musse Piggs radiokabaret
32. 1941 - Musse Pigg på varieté (ny version av Kalle Anka som skådespelare)
33. 1942 - Musse Piggs födelsedag (ny version av 1931 års film med samma namn, både på engelska och på svenska)
34. 1942 - Kalle Anka som batterist
35. 1983 - Musse Piggs julsaga
36. 1988 - Vem satte dit Roger Rabbit?
37. 1990 - Prinsen och tiggarpojken, originaltitel The Prince and the Pauper
38. 2004 - Musse, Kalle och Långben: De tre musketörerna